# Tandövala

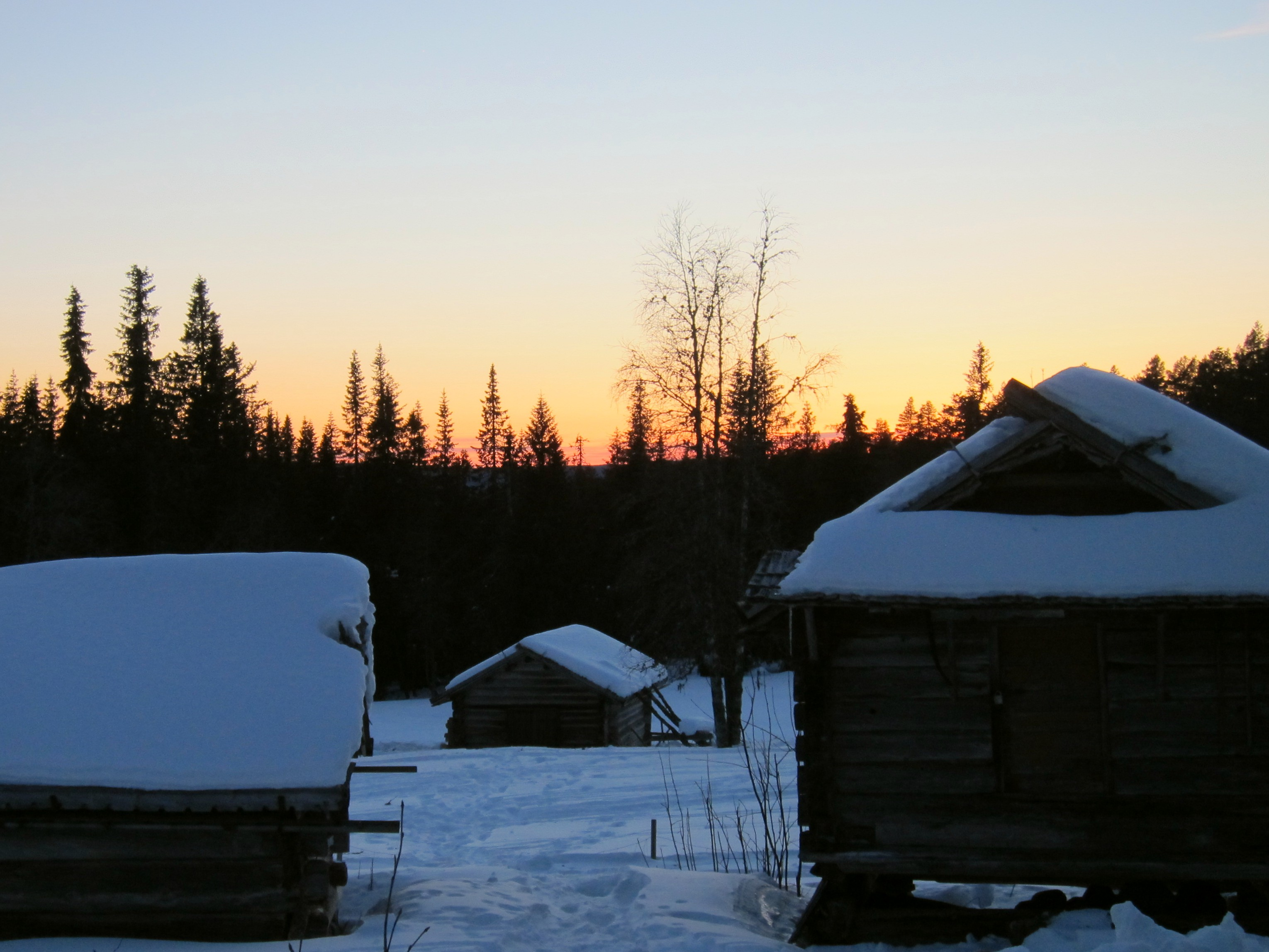
En av fäbodarna som ligger i naturreservatet.

Tandövala är ett naturreservat i Dalarna, Malung-Sälens kommun, väster om Västerdalälven och Lima. Naturreservatet är på 3 498 hektar och stiftat 1982.

## Naturen
Området är känt för sina så kallade varder som har givit området epitetet Sveriges sydligaste fjäll. Klimatförändringarna under 1900-talet har dock gjort att växtligheten klättrat upp på varderna, varför Tandövala helt kommer att ligga under skogsgränsen inom nära framtid. Därmed är Tandövala en indikator för klimatförändringarna. 
I Tandövala finns gammal granskog som inte har varit utsatt för avverkning på 150 år. Några mindre områden på vardernas sluttningar har inte varit utsatt för någon avverkning, vilket gör dessa till urskogsrester. I huvudsak rör det sig om granskog i reservatet, men tallskog finns också, främst i östra delen. Stora myrar ligger insprängda i skogen, och detta tillsammans med lavbehängda granar och döda träd ger ett intryck om orörd natur. Linné har besökt området,[källa behövs] vilket givit namn åt en sten, Linnéstenen, som är ett stort flyttblock som står på mindre block. Området är också känt för att vara en sydlig utpost för många nordliga växtarter.
En vandringsled korsar Tandövala, Gräsbricksleden. Det finns vindskydd före naturreservatet, samt två fäbodar, varav den ena, Norra Vardsätern alltid är öppen för besökare. 
Tandövala är utsatt på Terrängkartan Malung 13D NV och Sälen 14D SV.

## Tandövalas varder
- Storvarden (Tandövala)
- Lillvarden
- Trångvarden